# Kỳ Giang (xã)
Kỳ Giang là một xã thuộc huyện Kỳ Anh, tỉnh Hà Tĩnh, Việt Nam.

## Địa giới hành chính
Xã Kỳ Giang nằm ở phía bắc của huyện Kỳ Anh.
- Phía bắc giáp các xã Kỳ Tiến, Kỳ Xuân và Kỳ Phú.
- Phía đông giáp các xã Kỳ Phú và Kỳ Đồng.
- Phía nam giáp các xã Kỳ Khang và Kỳ Trung.
- Phía tây giáp xã Kỳ Tiến.Kỳ Trung

## Hành chính
Năm 1977, xóm Tân Bình của xã Kỳ Giang được sáp nhập vào xã Kỳ Phú.
Năm 1986, 120 hécta diện tích tự nhiên với 705 người của xã Kỳ Giang được tách ra cùng với một phần diện tích và dân số các xã Kỳ Phú và Kỳ Khang để thành lập xã Kỳ Đồng. Sau khi chia tách, xã Kỳ Giang còn 2.858 hécta với 3.836 người
Năm 2004, 969,70 ha diện tích tự nhiên và 312 người của xã Kỳ Giang được tách ra cùng với một phần diện tích và dân số các xã Kỳ Phong, Kỳ Văn, Kỳ Tây và Kỳ Tiến để thành lập xã Kỳ Trung.                    
Xã Kỳ Giang có các thôn xóm : Tân Giang, Tân Thắng, Tân Phong, Tân Thành, Tân Phan, Tân Khê, Tân Đình

## Địa lý tự nhiên
Từ xa xưa trên địa bàn xã này có tuyến kênh Nhà Lê nối từ  kinh đô Hoa Lư đến Đèo Ngang đi qua, là tuyến đường thủy đầu tiên trong lịch sử Việt Nam và được coi là tuyến đường Hồ Chí Minh trên sông vì những đóng góp cho các cuộc chiến tranh của người Việt.

## Giao thông
- Xã Kỳ Giang có Quốc lộ 1 chạy qua.